# Kuan-čung
Kuan-čung (čínsky pchin-jinem Guānzhōng, znaky 关中), doslovně „Uvnitř průsmyků“, „Mezi průsmyky“, je historický region v severní Číně zahrnující centrální část provincie Šen-si, a sice provinční metropoli Si-an a prefektury Wej-nan, Sien-jang a Pao-ťi v údolí řeky Wej. Na jihu je ohraničen pohořím Čching-ling, na severu „Severními horami“ (pohořími Chuang-lung-šan, C’-wu-ling a Dlouhými horami).
Jméno Kuan-čung znamená „Mezi průsmyky“ a vztahuje se k omezenému přístupu do regionu obklopeného horami. Od východně položené Severočínské nížiny oblast oddělují východní výběžky pohoří Čching-ling, pohoří Lü-liang a Žlutá řeka, přístup do Kuan-čungu z východu tak byl možný pouze skrze průsmyk Chan-ku, což v období Válčících států přispělo k obranyschopnosti státu Čchin proti útokům z východu. Oblast, s hlavním městem Čchang-an, byla poté centrálním regionem Číny i v říších Chan, Západní Ťin, Suej, Tchang a některých dalších, od konce 7. století se však ekonomické centrum státu a sídlo císaře a vlády přesouvalo na východ, do snadněji zásobovatelných Luo-jangu a (později) Kchaj-fengu.
Kromě průsmyku Chan-ku (v městském okresu Ling-pao) byly dalšími třemi hlavními průsmyky umožňujícími přístup do Kuan-čungu průsmyk Wu (v okresu Tan-feng) na jihovýchodě regionu, průsmyk Ta-san (v městském obvodu Čchen-cchang) na západě a průsmyk Siao (v okresu Ťing-jüan) na severozápadě. Později získaly význam i další průsmyky, zejména průsmyk Tchung na východě (koncem chanského období) a průsmyk Ťin-suo (od tchangské doby).